# فريد إبراهيم
فريد إبراهيم، لاعب كرة قدم قطري من أصول مصرية يلعب في نادي لوسيل.

## مسيرة اللاعب
لعب سابقاً في النادي الأهلي ونادي الوكرة ونادي الخريطيات ونادي البدع ونادي أم صلال ونادي لوسيل.